# Temporada da NFL de 1989
A Temporada de 1989 da NFL foi a 70ª temporada regular da National Football League. Antes do começo da temporada, o comissário da NFL, Pete Rozelle, anunciou sua aposentadoria. Paul Tagliabue foi mais tarde escolhido para sucede-lo.
Devido ao terremoto que aconteceu naquele ano, atingindo a área da baía de São Francisco, o jogo entre o New England Patriots e o San Francisco 49ers em 22 de outubro foi jogado no Stanford Stadium em Stanford.
A temporada terminou no Super Bowl XXIV onde os 49ers derrotaram o Denver Broncos.

## Classificação
V = Vitórias, D = Derrotas, E = Empates, PCT = porcentagem de vitórias, PF= Pontos feitos, PS = Pontos sofridos
 x  - marca os times classificados pelo wild card (repescagem),  y  - marca os times que levaram o titulo de suas divisões
| AFC East              |    |    |   |      |     |     |
| Time                  | V  | D  | E | PCT  | PF  | PS  |
| y-Buffalo Bills       | 9  | 7  | 0 | .563 | 409 | 317 |
| Indianapolis Colts    | 8  | 8  | 0 | .500 | 298 | 301 |
| Miami Dolphins        | 8  | 8  | 0 | .500 | 331 | 379 |
| New England Patriots  | 5  | 11 | 0 | .313 | 297 | 391 |
| New York Jets         | 4  | 12 | 0 | .250 | 253 | 411 |
| AFC Central           |    |    |   |      |     |     |
| Time                  | V  | D  | E | PCT  | PF  | PS  |
| y-Cleveland Browns    | 9  | 6  | 1 | .594 | 334 | 254 |
| x-Houston Oilers      | 9  | 7  | 0 | .563 | 365 | 412 |
| x-Pittsburgh Steelers | 9  | 7  | 0 | .563 | 265 | 326 |
| Cincinnati Bengals    | 8  | 8  | 0 | .500 | 404 | 285 |
| AFC West              |    |    |   |      |     |     |
| Time                  | V  | D  | E | PCT  | PF  | PS  |
| y-Denver Broncos      | 11 | 5  | 0 | .688 | 362 | 226 |
| Kansas City Chiefs    | 8  | 7  | 1 | .531 | 318 | 286 |
| Los Angeles Raiders   | 8  | 8  | 0 | .500 | 315 | 297 |
| Seattle Seahawks      | 7  | 9  | 0 | .438 | 241 | 327 |
| San Diego Chargers    | 6  | 10 | 0 | .375 | 266 | 290 |

| NFC East              |    |    |   |      |     |     |
| Time                  | V  | D  | E | PCT  | PF  | PS  |
| y-New York Giants     | 12 | 4  | 0 | .750 | 348 | 252 |
| x-Philadelphia Eagles | 11 | 5  | 0 | .688 | 342 | 274 |
| Washington Redskins   | 10 | 6  | 0 | .625 | 386 | 308 |
| Phoenix Cardinals     | 5  | 11 | 0 | .313 | 258 | 377 |
| Dallas Cowboys        | 1  | 15 | 0 | .063 | 204 | 393 |
| NFC Central           |    |    |   |      |     |     |
| Time                  | V  | D  | E | PCT  | PF  | PS  |
| y-Minnesota Vikings   | 10 | 6  | 0 | .625 | 351 | 275 |
| Green Bay Packers     | 10 | 6  | 0 | .625 | 362 | 356 |
| Detroit Lions         | 7  | 9  | 0 | .438 | 312 | 364 |
| Chicago Bears         | 6  | 10 | 0 | .375 | 358 | 377 |
| Tampa Bay Buccaneers  | 5  | 11 | 0 | .313 | 320 | 419 |
| NFC West              |    |    |   |      |     |     |
| Time                  | V  | D  | E | PCT  | PF  | PS  |
| y-San Francisco 49ers | 14 | 2  | 0 | .875 | 442 | 253 |
| x-Los Angeles Rams    | 11 | 5  | 0 | .688 | 426 | 344 |
| New Orleans Saints    | 9  | 7  | 0 | .563 | 386 | 301 |
| Atlanta Falcons       | 3  | 13 | 0 | .188 | 279 | 437 |

### Desempate
- Indianapolis terminou a frente de Miami na AFC East baseado em um melhor retrospecto contra adversários da mesma conferência (7–5 contra 6–8 do Dolphins).
- Houston terminou a frente de Pittsburgh na AFC Central baseado num melhor retrospecto no confronto direto entre as equipes (2–0).
- Philadelphia terminou a frente no NFC Wild Card e de L.A. Rams baseado em um melhor retrospecto contra adversários em comum (6–3 contra 5–4 do Rams).
- Minnesota terminou a frente de Green Bay na NFC Central por ter tido um melhor retrospecto dentro da divisão (6–2 contra 5–3 do Packers).

## Playoffs
| *Nota: Dois times de mesma divisão não podiam disputar jogos do divisional playoffs. |                                   |                                   |                                   |                                  |                |                                   |                                   |                                   |        |                                     |                 |                 |  |  |  |  |  |  |
|                                                                                      |                                   |                                   |                                   |                                  |                |                                   |                                   |                                   |        |                                     |                 |                 |  |  |  |  |  |  |
|                                                                                      |                                   |                                   |                                   |                                  |                | Playoffs de Divisão               |                                   |                                   |        |                                     |                 |                 |  |  |  |  |  |  |
|                                                                                      |                                   |                                   |                                   |                                  |                | 7 de janeiro - Giants Stadium     |                                   |                                   |        |                                     |                 |                 |  |  |  |  |  |  |
|                                                                                      | Jogo de Wild Card da NFC          | Jogo de Wild Card da NFC          | Jogo de Wild Card da NFC          | Campeão da NFC                   | Campeão da NFC | Campeão da NFC                    |                                   |                                   |        |                                     |                 |                 |  |  |  |  |  |  |
|                                                                                      | Jogo de Wild Card da NFC          | Jogo de Wild Card da NFC          | Jogo de Wild Card da NFC          | Campeão da NFC                   | Campeão da NFC | Campeão da NFC                    | 5                                 | L.A. Rams (OT)                    | 19     |                                     |                 |                 |  |  |  |  |  |  |
|                                                                                      | 31 de dezembro - Veterans Stadium | 31 de dezembro - Veterans Stadium | 31 de dezembro - Veterans Stadium |                                  |                | 14 de janeiro - Candlestick Park  | 14 de janeiro - Candlestick Park  | 14 de janeiro - Candlestick Park  | 19     |                                     |                 |                 |  |  |  |  |  |  |
|                                                                                      | 31 de dezembro - Veterans Stadium | 31 de dezembro - Veterans Stadium | 31 de dezembro - Veterans Stadium | 2*                               | N.Y. Giants    | 14 de janeiro - Candlestick Park  | 14 de janeiro - Candlestick Park  | 14 de janeiro - Candlestick Park  | 13     |                                     |                 |                 |  |  |  |  |  |  |
|                                                                                      | 5                                 | L.A. Rams                         | 21                                | 2*                               | N.Y. Giants    | 5                                 | L.A. Rams                         | 3                                 | 13     |                                     |                 |                 |  |  |  |  |  |  |
|                                                                                      | 5                                 | L.A. Rams                         | 21                                | 6 de janeiro - Candlestick Park  |                | 5                                 | L.A. Rams                         | 3                                 |        |                                     |                 |                 |  |  |  |  |  |  |
|                                                                                      | 4                                 | Philadelphia                      | 7                                 |                                  |                | 1                                 | San Francisco                     | 30                                |        | Super Bowl XXIV                     | Super Bowl XXIV | Super Bowl XXIV |  |  |  |  |  |  |
|                                                                                      | 4                                 | Philadelphia                      | 7                                 | 3                                | Minnesota      | 1                                 | San Francisco                     | 30                                | 13     | Super Bowl XXIV                     | Super Bowl XXIV | Super Bowl XXIV |  |  |  |  |  |  |
|                                                                                      |                                   |                                   |                                   | 3                                | Minnesota      |                                   |                                   |                                   | 13     | 28 de janeiro - Louisiana Superdome |                 |                 |  |  |  |  |  |  |
|                                                                                      | 1*                                | San Francisco                     | 41                                |                                  |                |                                   |                                   |                                   |        |                                     |                 |                 |  |  |  |  |  |  |
|                                                                                      | 1*                                | San Francisco                     | 41                                | N1                               | San Francisco  | 55                                |                                   |                                   |        |                                     |                 |                 |  |  |  |  |  |  |
|                                                                                      | 6 de janeiro - Cleveland Stadium  |                                   |                                   | N1                               | San Francisco  | 55                                |                                   |                                   |        |                                     |                 |                 |  |  |  |  |  |  |
|                                                                                      | Jogo de Wild Card da AFC          | Jogo de Wild Card da AFC          | Jogo de Wild Card da AFC          | Campeão da AFC                   | Campeão da AFC | Campeão da AFC                    |                                   | A1                                | Denver | 10                                  |                 |                 |  |  |  |  |  |  |
|                                                                                      | Jogo de Wild Card da AFC          | Jogo de Wild Card da AFC          | Jogo de Wild Card da AFC          | Campeão da AFC                   | Campeão da AFC | Campeão da AFC                    | 3                                 | A1                                | Denver | 10                                  | Buffalo         | 30              |  |  |  |  |  |  |
|                                                                                      | 31 de dezembro - Astrodome        | 31 de dezembro - Astrodome        | 31 de dezembro - Astrodome        |                                  |                | 14 de janeiro - Mile High Stadium | 14 de janeiro - Mile High Stadium | 14 de janeiro - Mile High Stadium |        |                                     |                 | 30              |  |  |  |  |  |  |
|                                                                                      | 31 de dezembro - Astrodome        | 31 de dezembro - Astrodome        | 31 de dezembro - Astrodome        | 2                                | Cleveland      | 14 de janeiro - Mile High Stadium | 14 de janeiro - Mile High Stadium | 14 de janeiro - Mile High Stadium | 34     |                                     |                 |                 |  |  |  |  |  |  |
|                                                                                      | 5                                 | Pittsburgh (OT)                   | 26                                | 2                                | Cleveland      | 2                                 | Cleveland                         | 21                                | 34     |                                     |                 |                 |  |  |  |  |  |  |
|                                                                                      | 5                                 | Pittsburgh (OT)                   | 26                                | 7 de janeiro - Mile High Stadium |                | 2                                 | Cleveland                         | 21                                |        |                                     |                 |                 |  |  |  |  |  |  |
|                                                                                      | 4                                 | Houston                           | 23                                |                                  |                | 1                                 | Denver                            | 37                                |        |                                     |                 |                 |  |  |  |  |  |  |
|                                                                                      | 4                                 | Houston                           | 23                                | 5                                | Pittsburgh     | 1                                 | Denver                            | 37                                | 23     |                                     |                 |                 |  |  |  |  |  |  |
|                                                                                      |                                   |                                   |                                   | 5                                | Pittsburgh     |                                   |                                   |                                   |        |                                     |                 |                 |  |  |  |  |  |  |
|                                                                                      | 1                                 | Denver                            | 24                                |                                  |                |                                   |                                   |                                   |        |                                     |                 |                 |  |  |  |  |  |  |
|                                                                                      | 1                                 | Denver                            | 24                                |                                  |                |                                   |                                   |                                   |        |                                     |                 |                 |  |  |  |  |  |  |

### AFC
- Wild-Card playoff: Pittsburgh 26, HOUSTON 23 (OT)
- Divisional playoffs: CLEVELAND 34, Buffalo 30; DENVER 24, Pittsburgh 23
- AFC Championship: DENVER 37, Cleveland 21 no Mile High Stadium, Denver, Colorado, 14 de janeiro de 1990

### NFC
- Wild-Card playoff: L.A. Rams 21, PHILADELPHIA 7
- Divisional playoffs: L.A. Rams 19, N.Y. GIANTS 13 (OT); SAN FRANCISCO 41, Minnesota 13
- NFC Championship: SAN FRANCISCO 30, L.A. Rams 3 no Candlestick Park,  San Francisco, California, 14 de janeiro de 1990

### Super Bowl
- Super Bowl XXIV: San Francisco (NFC) 55, Denver (AFC) 10, no Superdome, New Orleans, Louisiana, 28 de janeiro de 1990